# (2082) Galahad
(2082) Galahad es un asteroide que forma parte del cinturón de asteroides y fue descubierto por Ingrid van Houten-Groeneveld, Cornelis Johannes van Houten y Tom Gehrels el 17 de octubre de 1960 desde el observatorio del Monte Palomar, Estados Unidos.

## Designación y nombre
Galahad recibió al principio la designación de 7588 P-L.
Más adelante, en 1981, se nombró por Galahad, uno de los legendarios caballeros de la Mesa Redonda.

## Características orbitales
Galahad orbita a una distancia media del Sol de 2,92 ua, pudiendo alejarse hasta 3,405 ua y acercarse hasta 2,435 ua. Su inclinación orbital es 3,068 grados y la excentricidad 0,1662. Emplea 1822 días en completar una órbita alrededor del Sol.

## Características físicas
La magnitud absoluta de Galahad es 12,8.